# پاچکو
پاچکو (به ایتالیایی: Paceco) یک کومونه در ایتالیا است که در استان تراپانی واقع شده‌است. پاچکو ۵۸ کیلومتر مربع مساحت و ۱۱٬۴۲۹ نفر جمعیت دارد و ۳۶ متر بالاتر از سطح دریا واقع شده‌است.